# Řády, vyznamenání a medaile Alžírska

Národní řád za zásluhy, třída athir

Státní vyznamenání Alžírska zahrnují následující řády a medaile:

## Řády
- Národní řád za zásluhy (مصف الاستحقاق الوطني) byl založen dne 2. ledna 1984. Udílen je občanům Alžírska i cizincům za mimořádné civilní či vojenskou službu národu a za mimořádnou službu ve jménu revoluce.[1][2][3]

## Medaile
- Medaile mučedníků války národního osvobození byla založena dne 2. ledna 1984. Udělena byla těm, kteří přišli o život během osvobozeneckých bojů.[4]
- Medaile účastníků odboje byla založena zákonem č. 84-03 ze dne 2. ledna 1984.[5][6]
- Medaile za zranění byla založena zákonem č. 90-27 ze dne 24. listopadu 1990. Udílena je za zranění v době míru i v době války.[7]
- Medaile za odvahu v národní lidové armádě
- Medaile za zranění bez citace byla založena dne 24. listopadu 1990. Udílena je vojenskému personálu za zranění při plnění svých povinností.[8]
- Medaile za vojenské zásluhy byla založena zákonem č. 81-02 ze dne 6. června 1981. Reformována byla zákonem č. 90-28 ze dne 24. listopadu 1990. Udílena je nižším důstojníkům a poddůstojníkům za dvacet let příkladné služby či za patnáct let služby, pokud dotyčný obdržel Medaili za zranění.[9][10]
- Vojenská medaile cti
- Medaile národní lidové armády byla založena zákonem č. 86-04 ze dne 11. února 1986. Reformována byla zákonem č. 87-177 ze dne 18. srpna 1987. Opět byl status změněn dne 21. června 2015. Udílena je vojenskému personálu i civilním zaměstnancům za patnáct a dvacet pět let příkladné služby.[11][12]
- Medaile přátel alžírské revoluce byla založena zákonem č. 87-13 ze dne 30. června 1987. Udílena je cizincům za účast v bojích o nezávislost.[13][14]
- Medaile cti byla založena dne 24. listopadu 1994. Udílena je za dvacet pět let příkladné vojenské služby.[15]